# 加賀ケーブル
加賀ケーブル株式会社（かがケーブル）は、石川県加賀市に本社を置く第三セクターのケーブルテレビ局である。
旧社名は加賀ケーブルテレビ（かがケーブルテレビ）で、2019年1月1日に会社名を変更した。旧略称はKCTV。

## 沿革
- 1992年（平成4年）7月1日 - 開局（サービス開始時は加賀ケーブルテレビ）[4]。
- 2006年（平成18年）1月1日 - 金沢ケーブルテレビネット（当時）とヘッドエンド共用を開始[5]。
- 2018年（平成30年）9月1日 - 加賀テレビを吸収合併[1]。
- 2019年（平成31年）1月1日 - 会社名を加賀ケーブル株式会社に変更[1][3]。
- 2019年（令和元年）5月 - 北陸電力との割引サービス「でんき&ケーブルまとめ割」のサービスを開始[6]。

## サービスエリア
- 石川県加賀市[7]
  - 同市山中温泉（旧江沼郡山中町）は旧加賀テレビが担当していた。なお、世帯普及率や加入者数などのデータは金沢ケーブル同様公表していない[8]。

## 主な放送チャンネル
詳細は、公式サイトのチャンネル案内を参照。テレビチャンネルは基本的に金沢ケーブルと同一である。コミュニティチャンネルなどの個別チャンネルは金沢ケーブルの項目を参照。

## 料金プラン

### ケーブルテレビ
- デジタルミニ（地上波・コミュニティ・BS・J SPORTSを除く4K・ショップチャンネル・QVC）
- デジタルスーパー（デジタルミニの各チャンネル・CSの基本チャンネルの一部）
- デジタルデラックス（デジタルミニの各チャンネル・CSの基本チャンネルの全部・J SPORTSを含む4K）
  - いずれも別途契約が必要なチャンネルを除く。

### インターネット
インターネットの接続サービスは、以下のサービスが提供されている。
ケーブル光（FTTH）エリア
- ケーブル光10ギガ
- ケーブル光5ギガ
- ケーブル光1ギガ

光ハイブリッド（HFC）エリア
- 光ハイブリッド200
- 光ハイブリッド100
- 光ハイブリッド20